# فريدي كول
فريدي كول (بالإنجليزية: Freddy Cole)‏ هو عازف جاز ومغني وعازف بيانو أمريكي، ولد في 15 أكتوبر 1931 في شيكاغو في الولايات المتحدة.

## وصلات خارجية
- الموقع الرسمي
- فريدي كول على موقع IMDb (الإنجليزية)
- فريدي كول على موقع ألو سيني (الفرنسية)
- فريدي كول على موقع ميوزك برينز (الإنجليزية)
- فريدي كول على موقع أول موفي (الإنجليزية)
- فريدي كول على موقع أول ميوزيك (الإنجليزية)
- فريدي كول على موقع ديسكوغز (الإنجليزية)
- فريدي كول على موقع كينوبويسك (الروسية)